# لرگان
لرگان، از روستاهای توابع بخش کجور، شهرستان نوشهر در استان مازندران ایران است . لرگان از جمله مناطق ییلاقی شهرستان نوشهر می‌باشد که به دلیل آب و هوای مناسب و طبیعت زیبا تابستان‌ها توسط اهالی نوشهر و سایر مناطق اطراف به عنوان ییلاق مورد استفاده قرار می‌گیرد. علاوه بر این، لرگان به علت طبیعت بکر و قدمت تاریخی خود جزو جاذبه‌های گردشگری استان مازندران محسوب می‌شود

## موقعیت

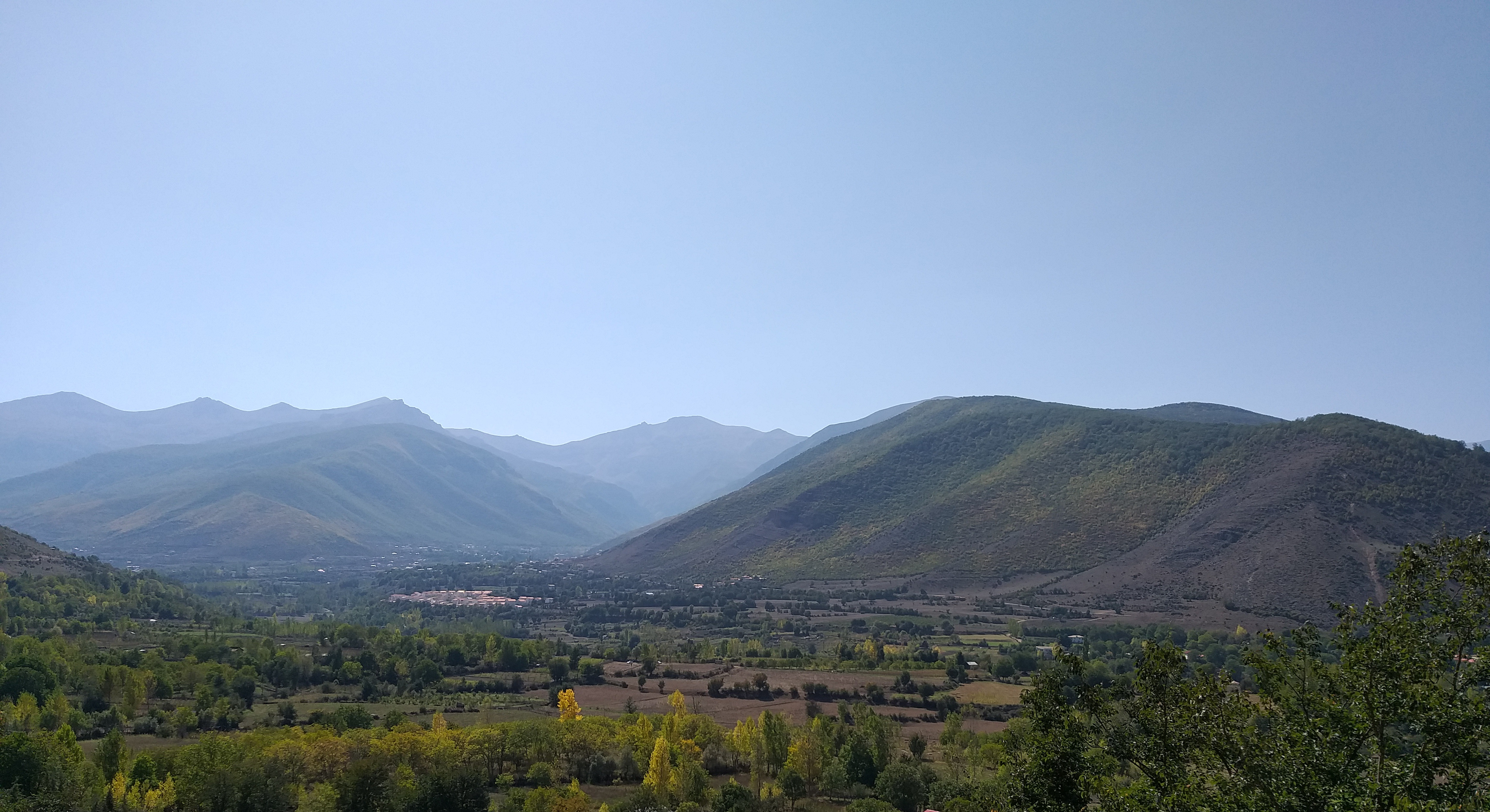
لرگان دارای طبیعتی سرسبز و کوهستانی می‌باشد

لرگان در ۶۵ کیلومتری شهر نوشهر، ده کیلومتری پول (مرکز بخش کجور) و ۵ کیلومتری کندلوس واقع شده‌است. برای رسیدن به لرگان باید از جاده کرج-چالوس، بعد از مرزن آباد و از طریق دوراهی «دوآب» به سمت کجور حرکت کرداین جاده به جاده کجور ( کجور -چالوس ) معروف است. با ادامه این مسیر  تا آستانکرود از طریق جاده آستانکرود-لرگان (به مسافت ۶ کیلومتر )  می توان به  روستای لرگان رسید . برای رسیدن به لرگان از ابتدای جاده چالوس باید تقریباً در حدود ۳۷ کیلومتر را طی نمود. کلیه این مسیر آسفالته می‌باشد.   مسیر چالوس- لرگان از بین کوه‌ها و دره‌های سرسبز می‌گذرد و پس از گردنه سی تک، لرگان در گوشه ای از دشت وسیع و در کناره کوهستان قابل مشاهده است 
روستای لرگان از شمال، مشرق و جنوب شرقی به کوه‌های بلند و جنگل‌های انبوه و سرسبز محدود می‌شود. از طرف جنوب به دشت زراعی لرگون خمن منتهی شده و به وسیله رودخانه از روستاهای کینج، کیاکلا، خوشل و اتاقسرا جدا می‌شود. از سمت غرب نیز روستای لرگان به علیخان پل متصل می‌شود  .

## جمعیت
این روستا در دهستان زانوس‌رستاق قرار دارد و براساس سرشماری مرکز آمار ایران در سال ۱۳۸۵، جمعیت آن ۲۱۵ نفر (۷۳خانوار) بوده‌است. مردم بومی لرگان از قومیت طبری هستند. مردم بومی لرگان به زبان طبری و گویش کجوری سخن می‌گویند.

## طبیعت و پوشش گیاهی

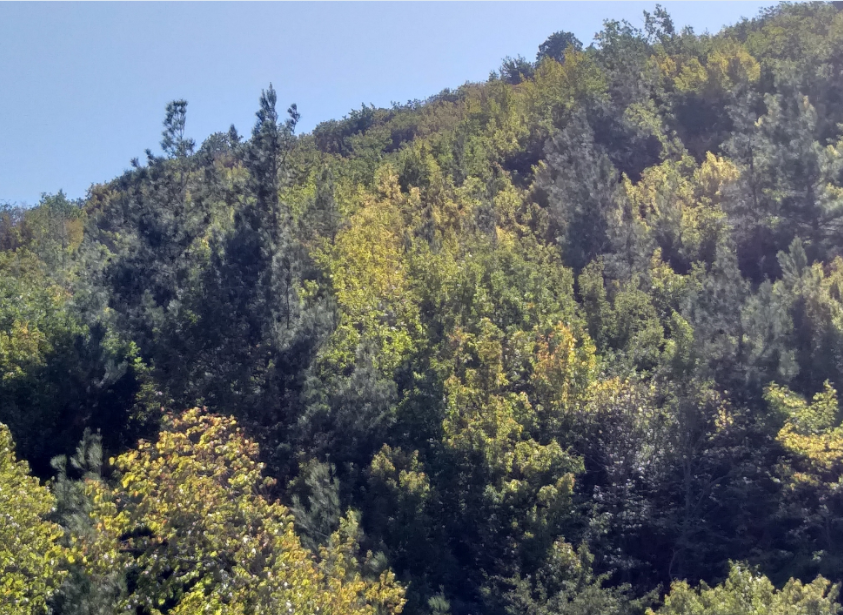
لرگان دارای پوشش گیاهی متنوعی می باشد

درختان  گردو لرگ یکی از اصلیترین گیاهان این منطقه می‌باشند که نام این روستا زیبا نیز از همین درختان گرفته شده‌است. درختان عناب ،زرشک وحشی و فندق نیز از جمله سایر گیاهان این منطقه می‌باشند. همچنین در فصل بهار و تابستان پوشش گیاهی متنوع علفی، بوته ای و درختچه ای این منطقه ظاهر منحصر به فردی به این روستا می‌بخشد.
از جمله این گیاهان علفی و بوته ای و درختچه ای می‌توان به گل گاوزبان، بابا آدم، پلم، ازگیل، زالزالک (سرخ ولیک)، باریجه، بارهنگ، داروش، گل ختمی و اکلیل کوهی می‌توان اشاره کرد.
کوه‌های مجاور این منطقه بنام‌های سی تک، توپشته، سیوکر، مین سره و سی سرک است و رودهای اطراف لرگان یکی از کوه‌های تنگه زانوس و دیگری از کوه‌های نیج کوه انشعاب می‌گیرد. رودخانه لرگان دارای ماهی‌های قزل آلای فراونی است  .

## اماکن دیدنی و جاذبه‌های گردشگری
لرگان دارای پدیده‌های خاص طبیعی و قدمت تاریخی است و همین امر آن را از دیگر روستا‌های منطقه متمایز می‌نماید:

### حسن چشمه
چشمه ای زلال در حدفاصل لرگان تا خوشل می‌باشد.

### لارو
چشمه ای است که در گذشته به صورت مکان مقدسی برای افراد بومی به‌شمار می‌رفت و بومیان به درخت مجاور این چشمه با پارچه دخیل می‌بستند. این چشمه در ابتدای زمین‌های کشاورزی لرگان و در ابتدای جنگل واقع شده‌است و به علت وجود املاح و گوگرد در برخی از منابع دارای خواص درمانی شناخته شده‌است.

### درخت چنار کهن
درختی بود بسیار کهن و تنومند، عمر این درخت به صدها سال می‌رسیده و توسط باد و طوفان شکسته شده.

### مین سره و کنف چال
دومکان بسیار سر سبز و با طبیعت فوق‌العاده در دل جنگل که در تابستان بومیان با کوه پیمایی در این مکان اتراق می‌کنند.

### چمن
مکانی بسیار زیبا و دل‌پذیر که رودخانه از کنار آن می‌گذرد و در فصل بهار و تابستان توسط بومیان و گردشگران مورد استفاده قرار می‌گیرد.

## معماری در لرگان قدیم
منازل در لرگان قدیم کله چو نام داشت و به علت سهولت دسترسی به چوب جنگلی تماماً از تیرها و تیرک‌های اصلاح شده ساخته می‌شد. شکاف حدفاصل تیرهای چوبی نیز با کاه گل انباشته می‌شد. سقف خانه‌ها نیز تماماً از تخته‌های کوچک و بزرگ که به آن لت می‌گفتند پوشانده می‌شد. اگرچه امروزه دیگر این خانه‌ها ساخته نمی‌شود و اکثر ساکنین ترجیح به ساخت خانه‌ها و ویلاهای مدرن دارند ولی هنوز نیز می‌توان در گوشه کنار این روستا این خانه‌های سنتی و زیبا را دید و این امر موجب افزایش گردشگران این روستا شده‌است.

## سوغات و صنایع دستی
در لرگان معرق و منبت کاری با چوب درختان زرشک و عناب و گردو رواج دارد. همچنین تولید پارچه ابریشمی، جاجیم بافی، نمد مالی و قالی بافی،  نیز جزو صنایع دستی این روستا محسوب می‌شود و مسافران در خرید این کالاها استقبال خوبی دارند. همچنین نوعی نان محلی به نام قرصک نیز از سوغات لرگان می‌باشد 

## غذاهای محلی

### نان‌ها
- ۱. تفتنک: نوعی نان که به صورت قرص نان می‌باشد و از آرد گندم تهیه می‌شود و به قطر ۱۵ الی ۲۰ سانتی‌متر که روی آن تخم مرغ آغشته‌است. این نان معمولاً بر روی تنور محلی و حرارت ناشی از سوختن هیزم پخت می‌شود.

1. گرده نون: نان خوش طعم و لذیذ می‌باشد که اغلب در مراسم مذهبی تهیه می‌شود
2. پنجه کش: نانی دراز و تقریباً نازک
3. نان فطیر: نوعی نان که از آرد گندم، روغن و گردو تهیه می‌شود.
4. قرصک: نوعی نان که از آردگندم، روغن، شکر، شیر، تخم مرغ و کنجد تهیه می شودو بعضاً روی آن با دایره‌های متداخل تزئین می‌شود. این نان به عنوان سوغات لرگان محسوب می‌شود.

- ۶. تتک: نان کوچک و خوش طعم که در اعیاد به کودکان هدیه می‌دهند [۲۱].

### آش‌ها
مردم محلی به تناسب فصل آش‌های مختلفی را پخت می کننداز جمله مهمترین آش‌ها می‌توان به موارد زیر اشاره نمود:
۱. آش رشته ۲. آش وریکه ۳. ترش آش ۴. گمرد آش ۵. کلم آش ۶. گنم آش ۷. دوغ آش .

### خورش‌ها
از جمله معروفترین خورش‌ها محلی این منطقه موارد زیر می‌باشد:
۱. سیرو ۲. ترشی ۳. تره ۴. قیمه ۵. لر ۶. سیرابیج ۷. قورمه سبزی ۸. گنم ۹. لپه خورش ۱۰. میرزاقاسمی.

## ورزش
کشتی بومی محلی روستای لرگان سابقه دیرینه دارد و مسابقات آن در گذشته همانند کشتی لوچو در بین کشتی گیران و پهلوانان بخش کجور همه ساله برگزار می‌شد، اما با گذشت زمان کشتی گیران شهرهای دیگر مازندران نیز به این مسابقات پیوستند. این مسابقات بیش از ۳۸ سال است در جریان می‌باشد و هر ساله بین ۱۰۰ تا ۱۵۰ پهلوان و کشتی‌گیر در آن شرکت می‌کنند. مسابقات کشتی لرگان علاوه بر کشتی گیران در میان مردم نیز طرفداران فراوانی دارد و هرساله لرگان میزبان تماشاچیان زیادی از شهرهای اطراف، تهران و سایر استان‌ها می‌باشد.